# La rencontre
La rencontre – czwarty album studyjny Emmanuela Moire, wydany 28 sierpnia 2015 nakładem wytwórni płytowych Mercury Records oraz Universal. 
Wersja podstawowa albumu zawiera 13 utworów, zaś wersja rozszerzona została uzupełniona o sześć utworów w wersjach akustycznych. 
Kierownikiem artystycznym pracującym przy produkcji albumu był Dominique Gau, którego wspierał sam wokalista. Za mastering albumu odpowiedzialny był 
Antoine „Chab” Chabert, a za miksowanie Jérôme Devoise. Okładkę graficzną oraz fotografie wykonywał Laurent Humbert.
Wydawnictwo notowane było na 2. miejscu walońskiego zestawienia sprzedaży Ultratop 50 Albums w Belgii, 2. pozycji na tworzonej przez Syndicat national de l’édition phonographique liście albumów we Francji, a także 19. pozycji w zestawieniu Alben Top 100 w Szwajcarii. Album uzyskał status złotej płyty we Francji.
Album promowały single „Bienvenue”, „Tout le monde” oraz „Toujours debout”.

## Lista utworów
Opracowano na podstawie materiału źródłowego (wersji rozszerzonej albumu).
1. „L’attirance” – 6:22
2. „Toujours debout” – 3:41
3. „Par cœur” – 3:37
4. „Les vivants” – 3:08
5. „Aimer encore” – 5:07
6. „Bienvenue” – 3:49
7. „La rencontre” – 2:53
8. „Mon aveu” – 3:09
9. „Tout le monde” – 4:54
10. „Les beaux jours” – 4:56
11. „Un seul capitaine” – 3:56
12. „Voyager seul” – 4:43
13. „La vie va savoir” – 4:55
14. „Bienvenue” (CD2, wersja akustyczna) – 4:31
15. „Toujours debout” (CD2, wersja akustyczna) – 3:43
16. „Les beaux jours” (CD2, wersja akustyczna) – 4:29
17. „Un seul capitaine” (CD2, wersja akustyczna) – 4:16
18. „Voyager seul” (CD2, wersja akustyczna) – 4:39
19. „Bienvenue” (CD2, wersja akustyczna) – 4:32

## Pozycja na liście sprzedaży
| Kraj       | Notowanie (2015)   | Najwyższa pozycja | Certyfikat  |
| ---------- | ------------------ | ----------------- | ----------- |
| Francja    | SNEP               | 2                 | złota płyta |
| Belgia     | Ultratop 50 Albums | 2                 |             |
| Szwajcaria | Alben Top 100      | 19                |             |